# Schizoprymnus corniculiger
Schizoprymnus corniculiger är en stekelart som beskrevs av Papp 1991. Schizoprymnus corniculiger ingår i släktet Schizoprymnus och familjen bracksteklar. Inga underarter finns listade i Catalogue of Life.